# Ouzda
Ouzda (en biélorusse : Узда ; en łacinka : Uzda ; en russe : Узда ; en polonais : Uzda) est une ville de la voblast de Minsk, en Biélorussie, et le centre administratif du raïon d'Ouzda. Sa population s'élevait à      10 179 habitants en 2019.

## Géographie
Ouzda se trouve à 54 km au sud-ouest de Minsk.

## Histoire
La première mention d'Ouzda remonte à 1450. Le village reçut des privilèges urbains dans la première moitié du XVIe siècle. Ouzda devint russe à la suite de la deuxième partition de la Pologne, en 1793, et fut rattachée au gouvernement de Minsk. Elle comptait 2 758 habitants au recensement de 1897, dont 2 068 Juifs, très actifs dans le commerce et l'artisanat. Après la Révolution d'Octobre 1917, les troupes allemandes occupèrent Ouzda de février à novembre 1918, puis ce furent des soldats polonais d'août 1919 à juillet 1920. Ces derniers organisèrent un pogrom contre les Juifs. Après le traité de Riga (1921), Ouzda devint soviétique et le centre administratif d'un raïon de la république socialiste soviétique de Biélorussie le 17 juillet 1924. Le village accéda au statut de commune urbaine le 27 septembre 1938. Elle fut occupée par l'Allemagne nazie du 28 juillet 1941 au 29 juin 1944. La communauté juive d'Ouzda, qui représentait 62,5 pour cent de sa population en 1939, fut regroupée dans un ghetto le 1er octobre 1941, avec des Juifs réfugiés de Pologne, au total 3 à 4 000 personnes, qui furent massacrés quinze jours plus tard. Ouzda fut libérée par une unité de partisans soviétiques et la 65e armée du premier front biélorusse de l'Armée rouge. Le raïon, dont Ouzda était le centre, fut supprimé le 25 décembre 1962 et son territoire rattaché au raïon de Koïdanaw, mais il fut rétabli le 30 juillet 1966. Ouzda accéda au statut de ville le 10 mars 1999.

## Population
Recensements (*) ou estimations de la population :
| 1889  | 1897* | 1923* | 1926* | 1939  |
| ----- | ----- | ----- | ----- | ----- |
| 1 424 | 2 756 | 2 374 | 2 490 | 3 500 |

| 1959* | 1970* | 1979* | 1989* | 1999* |
| ----- | ----- | ----- | ----- | ----- |
| 4 002 | 4 827 | 6 237 | 8 327 | 9 500 |

| 2009* | 2011  | 2012  | 2013  | 2014  |
| ----- | ----- | ----- | ----- | ----- |
| 9 684 | 9 800 | 9 828 | 9 870 | 9 945 |

| 2015   | 2016   | 2017   | 2018   | 2019   |
| ------ | ------ | ------ | ------ | ------ |
| 10 102 | 10 120 | 10 090 | 10 194 | 10 179 |